# Hurpe
Hurpe es una localidad y pedanía española perteneciente al municipio de Atarfe, en la provincia de Granada, comunidad autónoma de Andalucía. Está situada en la parte central de la comarca de la Vega de Granada. Cerca de esta localidad se encuentran los núcleos de Maracena, Atarfe capital, Bobadilla, Sierra Elvira y la ciudad de Granada —por el barrio de Angustias-Chana-Encina, en el Distrito Chana—.

## Demografía
Según el Instituto Nacional de Estadística de España, en el año 2022 Hurpe contaba con 2 habitantes censados, lo que representa el 0,01 % de la población total del municipio.

### Evolución de la población
| Gráfica de evolución demográfica de Hurpe entre 2000 y 2016 |
|                                                             |
| Datos según el nomenclátor publicado por el INE.            |

## Comunicaciones

### Carreteras
La única vía de comunicación de importancia que transcurre junto a esta localidad es:
| Identificador | Denominación                   | Itinerario        |
| ------------- | ------------------------------ | ----------------- |
| N-432         | Carretera de Badajoz a Granada | Badajoz - Granada |